# Masaji Honda
Masaji Honda (? de 1897 — ? de 1984) foi um botânico e pteridólogo, professor da Universidade de Tóquio, que se destacou no campo da agrostologia.

## Obras publicadas
Entre muitas outras obras, Honda é autor das seguintes monografias:
- 1930. Monographia poacearum Japonicarum, Bambusoideis exclusis. Tokio. Teikoku Daigaku. College of Science. Journal of the Faculty of Science. Section 3, Vol. 3, Pt. 1. Volumen 3, Parte 1 de Journal of the Faculty of Science, University of Tokyo. Section III. Botany, Tōkyō Daigaku Rigakubu. Volumen 3, Parte 1 de Journal of the Faculty of Science. Sección III botany. Ed. Imperial University of Tokyo. 484 pp.
- masaji Honda, masao Kitagawa, takenoshin Nakai. 1934. Manchū-shokobutsu-shika
- masao Kitagawa, takenoshin Nakai, masaji Honda. 1935. Contributio ad cognitionem florae manshuricae. 210 pp.
- takenoshin Nakai, masaji Honda, masao Kitagawa, yoshisuke Satake. 1936. Plantae novae vel minus cognitae ex Manshuriae. Index florae Jeholensis. Report of the first scientific expedition to Manchoukuo under the leadership of Shigeyasu Tokunaga junio - octubre de 1933. 108 pp.
- 1957. Nomina plantarum japonicarum. Ed. Koseisya-Koseikaku. 515 pp.
- 1963. Nihon shokubutsu meii. Ed. Kôseisha Kôseikaku. 498 pp.

## Eponímia
A nomenclatura dos seguintes taxa inclui pelo menos um epónimo de Honda:
- (Brassicaceae) Barbarea hondoensis Nakai[1]
- (Campanulaceae) Campanula hondoensis Kitam.[2]
- (Caryophyllaceae) Minuartia hondoensis Ohwi[3]
- (Convallariaceae) Smilacina hondoensis Ohwi[4]
- (Cyperaceae) Carex hondoensis Ohwi[5]
- (Dryopteridaceae) Dryopteris hondoensis Koidz.[6]
- (Orchidaceae) Platanthera hondoensis (Ohwi) K.Inoue[7]
- (Papaveraceae) Corydalis hondoensis Ohwi[8]
- (Pinaceae) Picea hondoensis Mayr[9]
- (Poaceae) Agropogon × hondoensis (Ohwi) Hiyama[10]
- (Polygalaceae) Polygala hondoensis Nakai[11]
- (Primulaceae) Primula hondoensis Nakai & Kitag.[12]
- (Ranunculaceae) Trollius hondoensis Nakai[13]
- (Rosaceae) Pyrus hondoensis Nakai & Kikuchi[14]
- (Salicaceae) Salix hondoensis Koidz.[15]
- (Violaceae) Viola hondoensis W.Becker & Boissieu[16]